# Marinho
Mairon César Reis, mer känd under namnet Marinho, född 27 augusti 1979 i Belo Horizonte, är en brasiliansk fotbollsspelare.  
Han började sin karriär år 2000 i klubben Miguelense (AL). Året efter värvades han av Ipatinga FC där han spelade fram till 2003. Efter ett kort mellanspel Democrata-GV 2003 gick han till Cruzeiro och sen direkt vidare på lån till Hammarby IF 2004.
Tiden i Hammarby blev kort. Speltillståndet dröjde och när det väl var klart krockade han med en målvakt på en träning och skadades illa. Det blev bara 20 minuters spel totalt i Allsvenskan. Efter bara två månader valde Hammarby att skicka hem honom igen. 
Åter frisk 2005 fick han kontrakt med Atlético-MG, (rankade 5:a i Brasilien år 2005 enligt Brasilianska fotbollsförbundet CBF). Med Atlético blev han mästare i delstaten Minais Gerais och vann Série B. Marinho gjorde 27 mål och vann priset Chuteira de Ouro som bästa målskytt totalt i Brasilien 2006.  
Atlético-MG gick upp i högsta ligan Série A men Marinho skadades igen. Denna gång allvarligt och var borta i nio månader. 
2017 startade han restaurang i sin hemstad São José da Lapa, Belo Horizonte.

## Klubbar
- 1998-2000: Miguelense - AL
- 2001-2002: Ipatinga Futebol Clube - MG
- 2003: Democrata-GV - MG
- 2003: Cruzeiro - MG. (Utlånad till Tupi  -MG)
- 2004: Hammarby IF Fotboll
- 2004: Juventude - RS
- 2005: Cruzeiro - MG.
- 2005: Ipatinga Futebol Clube - MG
- 2006: Democrata-GV - MG
- 2006-2008: Atlético- MG.
- 2008: Ipatinga- MG
- 2009: Noroeste- SP
- 2009: São Caetano- SP
- 2010-2011: Villa Nova- MG
- 2011: CRB
- 2011-2012:Guarani-MG
- 2012 Minas Futebol Brasil - MG
- 2013-2014: Democrata-GV - MG

## Titlar

### Ipatinga FC
- Mästare i Minais Gerais: 2005.

### Atlético/MG
- Vann brasilianska Serie B; 2006
- Mästare i Minais Gerais: 2007